# Dom von Turku

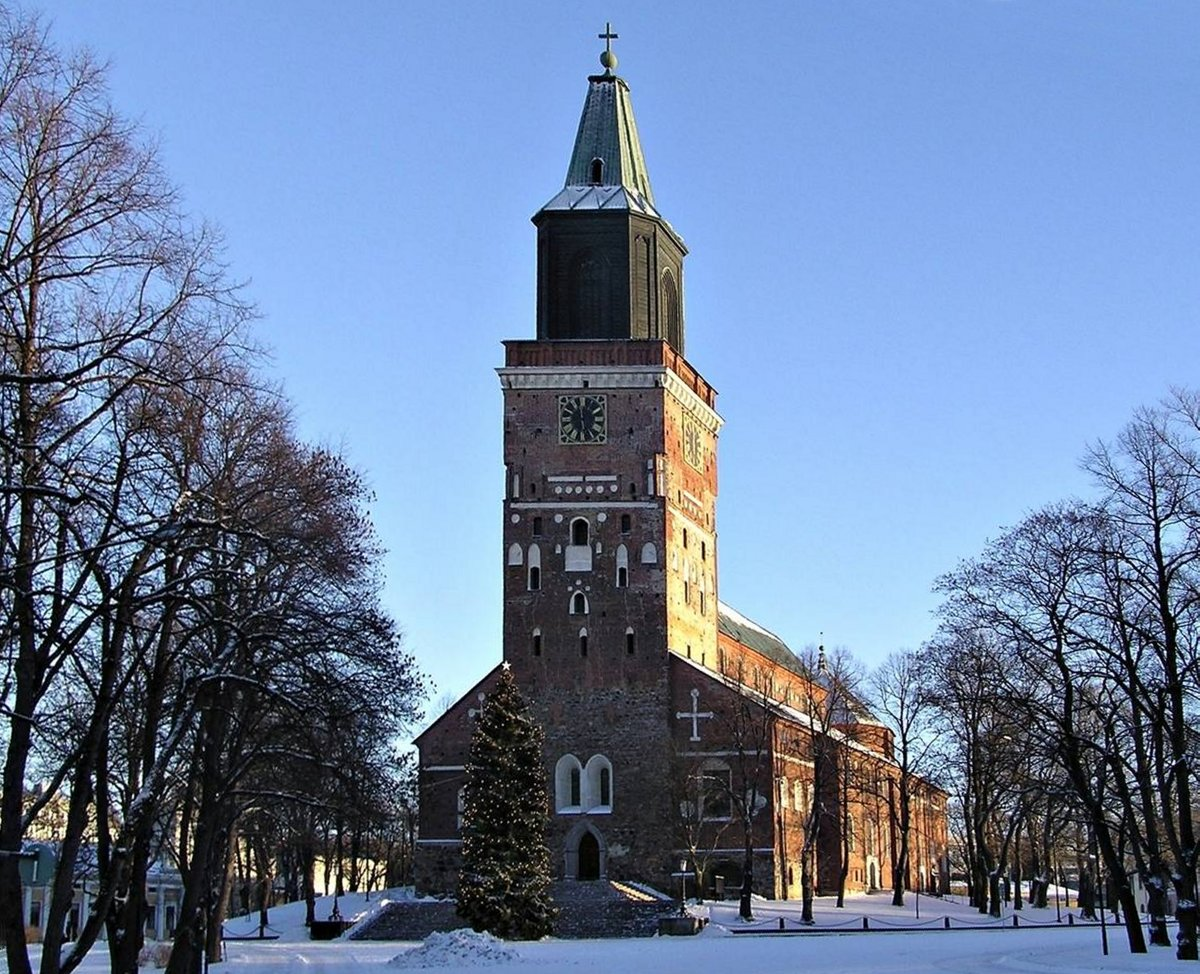
Dom zu Turku

Der Dom von Turku (finnisch Turun tuomiokirkko, schwedisch Åbo domkyrka) ist die einzige mittelalterliche Kathedrale in Finnland. Das Gebäude, das im Zentrum der südfinnischen Stadt Turku direkt am Fluss Aurajoki liegt, ist seit seiner Weihe zum Dom im Jahr 1300 Sitz des Erzbischofs von Turku und zudem die Hauptkirche der evangelisch-lutherischen Kirche Finnlands. Der Dom von Turku gilt als das Nationalheiligtum Finnlands.

## Geschichte

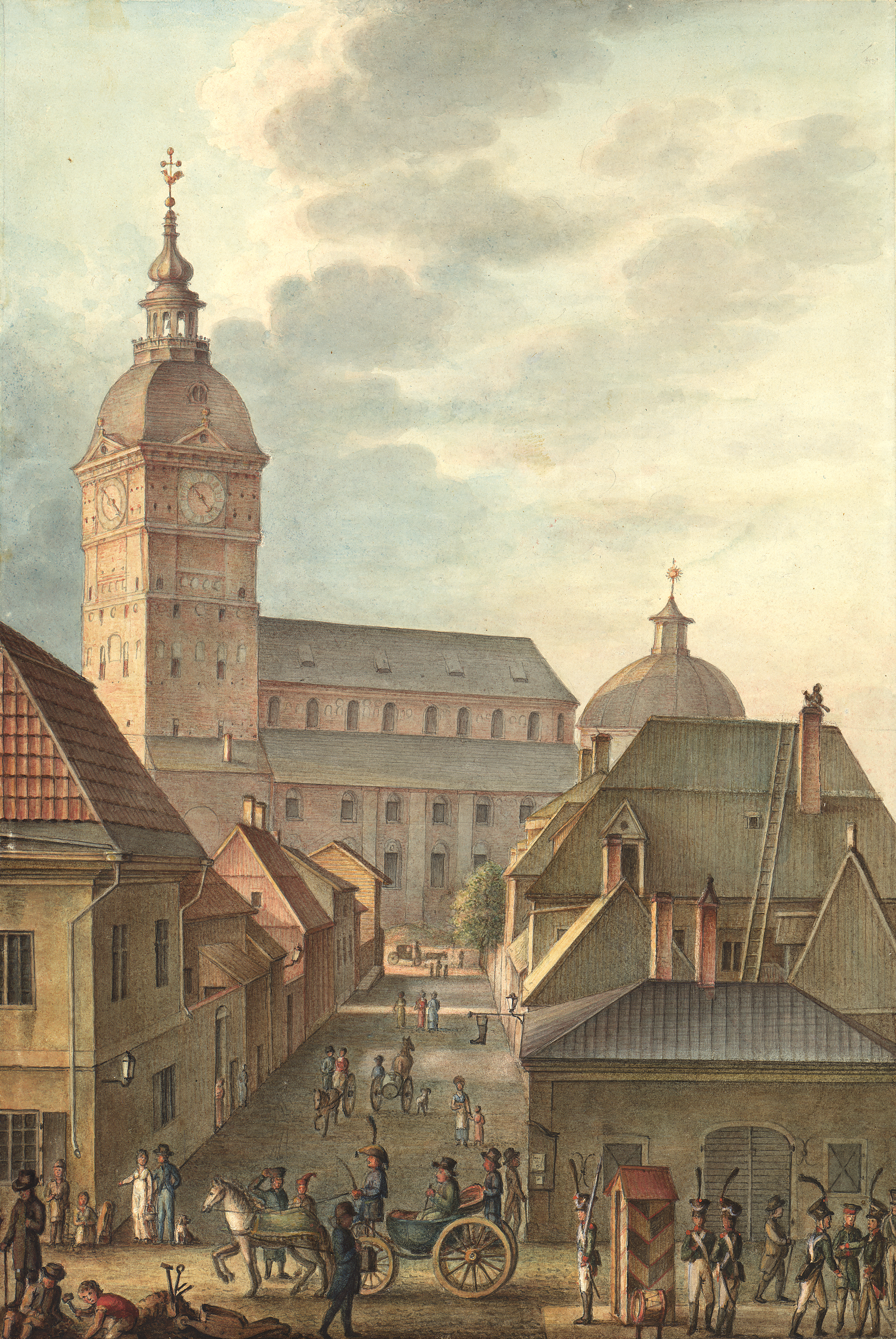
Kathedrale 1814, vor dem Brand

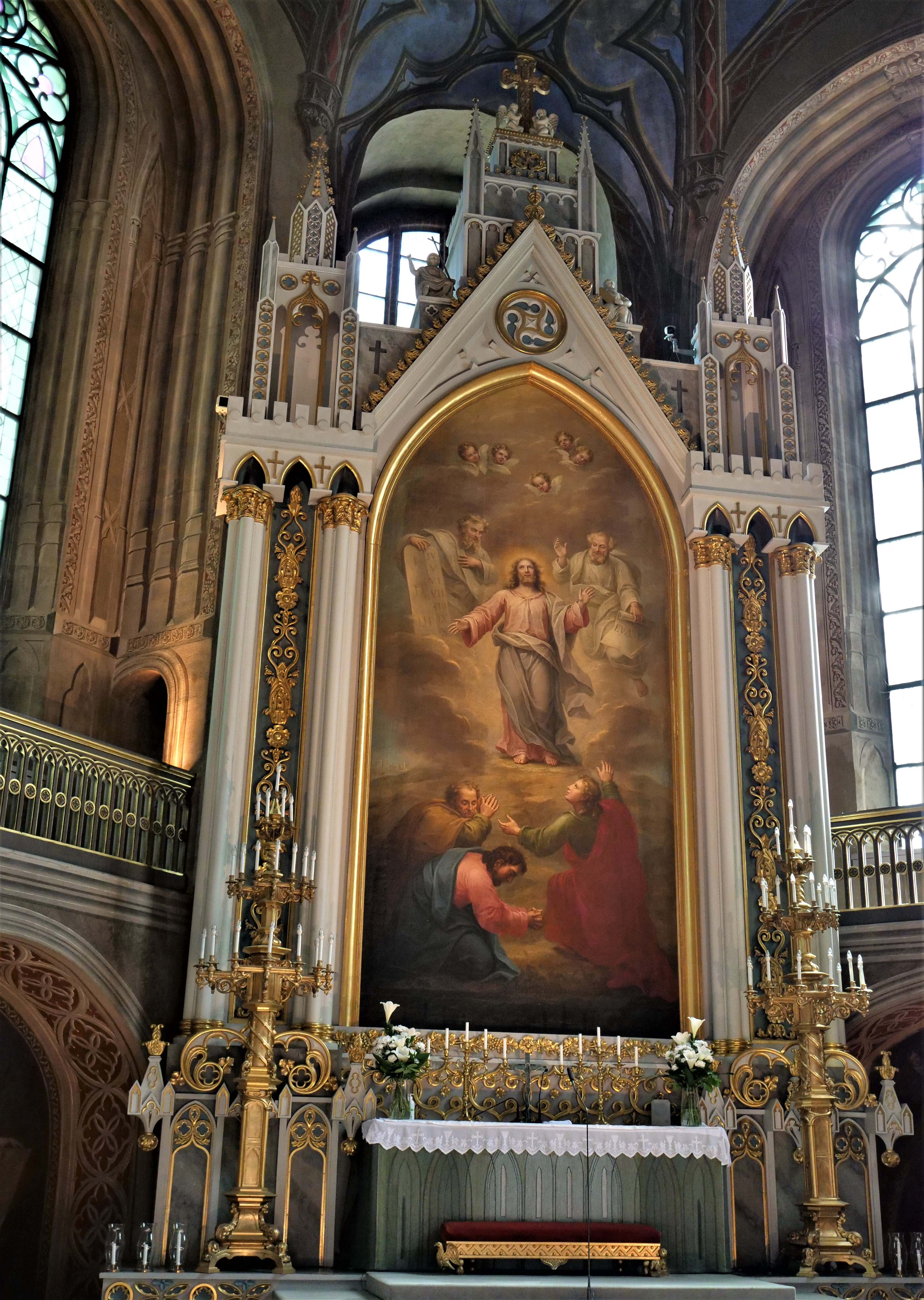
Hochaltar mit Gemälde von Fredric Westin (1836)

Im 13. Jahrhundert, etwa um 1230, wurde auf dem Hügel „Unikankare“ (dt. Entschlafenenhügel) eine kleine Gemeindekirche aus Holz gebaut, die die Einwohner von Turku der Heiligen Maria widmeten. Als Turku zu einem wichtigen Handelszentrum aufstieg, wurde beschlossen, die Bischofskirche, die seit 1229 in Koroinen (heute ein Stadtteil von Turku) gelegen war, in das Zentrum der wachsenden Stadt zu verlegen. Die Gemeindekirche wurde daher aus Backstein neu erbaut und schließlich 1300 zur Kathedrale geweiht. Henrik, der erste Bischof Finnlands, wurde gemeinsam mit Maria zum Schutzheiligen des Gebäudes erwählt.
In den nächsten zwei Jahrhunderten wurden zahlreiche bauliche Veränderungen und Erweiterungen durchgeführt, bis die Kathedrale im 16. Jahrhundert in etwa ihre heutige Form erhielt. So wurde im 14. Jahrhundert ein neuer Chor hinzugefügt, von dem noch heute die oktogonalen gotischen Säulen im Altarraum zeugen. Der Hochaltar wurde gegenüber den östlichsten Säulen des Hauptschiffes platziert, wurde aber im 17. Jahrhundert noch einmal verlegt. Im 15. Jahrhundert wurde das Gebäude entlang der Süd- und der Nordseite des Hauptschiffes um zahlreiche Seitenkapellen erweitert. Insgesamt waren es am Ende des Mittelalters 42. Sie waren verschiedenen Heiligen geweiht, darunter zwölf weiblichen Heiligen (u. a. Maria Magdalena, Katharina von Alexandrien, Katharina von Siena, Birgitta von Schweden, Barbara von Nikomedien). Gegen Ende des 15. Jahrhunderts wurde schließlich noch das Dachgewölbe auf seine heutige Höhe von 24 Metern erhöht.
Bei der Eroberung der Stadt durch die Dänen unter Otte Rud wurde 1509 auch der Dom geplündert. 1514 fand mit der Seligsprechung von Bischof Hemming ein letzter großer katholischer Festakt statt. Zu dieser Zeit hatte bereits der evangelisch-lutherische Glaube Anhänger in Nordeuropa, und einige Jahre später wurde in Schweden (zu dem Finnland gehörte) die Reformation vollzogen. In ihrer Folge wurden die typisch katholischen Traditionen aus der Kathedrale entfernt und der Chor verändert. Die Altäre der Seitenkapellen wurden nicht mehr verwendet, und die Heiligenfiguren wurden in der Sakristei eingelagert. Nur noch der Hauptaltar und die Kanzel wurden für Gottesdienste benutzt, und schließlich wurde die Kathedrale mit hölzernen Sitzbänken ausgestattet. 1554 wurde Mikael Agricola erster protestantischer Bischof von Turku. Eine Statue von ihm steht heute vor der Kathedrale.
Ab dem 16. Jahrhundert fanden keine großen Änderungen mehr am Gebäude selbst statt, nur der Turm ist aus der Neuzeit. Er musste wegen wiederholter Feuer mehrmals neu gebaut werden, u. a. nach einem Brand 1681. Als die Stadt beim großen Stadtbrand von 1827 fast völlig zerstört wurde, wurde auch die Kathedrale sehr stark in Mitleidenschaft gezogen. Bei den nachfolgenden Renovierungsarbeiten wurde der Turm ein letztes Mal neu errichtet. Er ist nun einschließlich des 3,40 m großen Kreuzes 85,53 m hoch. Auch die Innenausstattung verbrannte, mit Ausnahme der in der Sakristei gelagerten Statuen, fast völlig. Die heutige Ausstattung stammt deshalb großteils aus den 30er Jahren des 19. Jahrhunderts. Der mit dem Wiederaufbau der Stadt beauftragte Architekt Carl Ludwig Engel entwarf die Altarkonstruktion und die Kanzel. Der Schwede Fredric Westin schuf 1836 das Altargemälde, das die Verklärung Christi darstellt. Die Fresken des Chores stammen von dem nationalromantischen Maler Robert Wilhelm Ekman.
Die bisher letzten Renovierungen fanden um 1979 statt. Dabei wurde der Dom auch mit einigen modernen Vorrichtungen (u. a. Heizung, Brandschutz) ausgestattet.
Die 12-Uhr-Schläge der Domglocke werden täglich im Finnischen Rundfunk übertragen. Dies geschah zum ersten Mal im Fortsetzungskrieg am 19. Juni 1944, während der entscheidenden Schlacht an der Karelischen Landenge. Damals rief Gerda Ryti, die Ehefrau des Präsidenten Risto Ryti, in ihrer Radioansprache das finnische Volk zum Gebet für das Vaterland auf.

## Bildergalerie zur Ausstattung

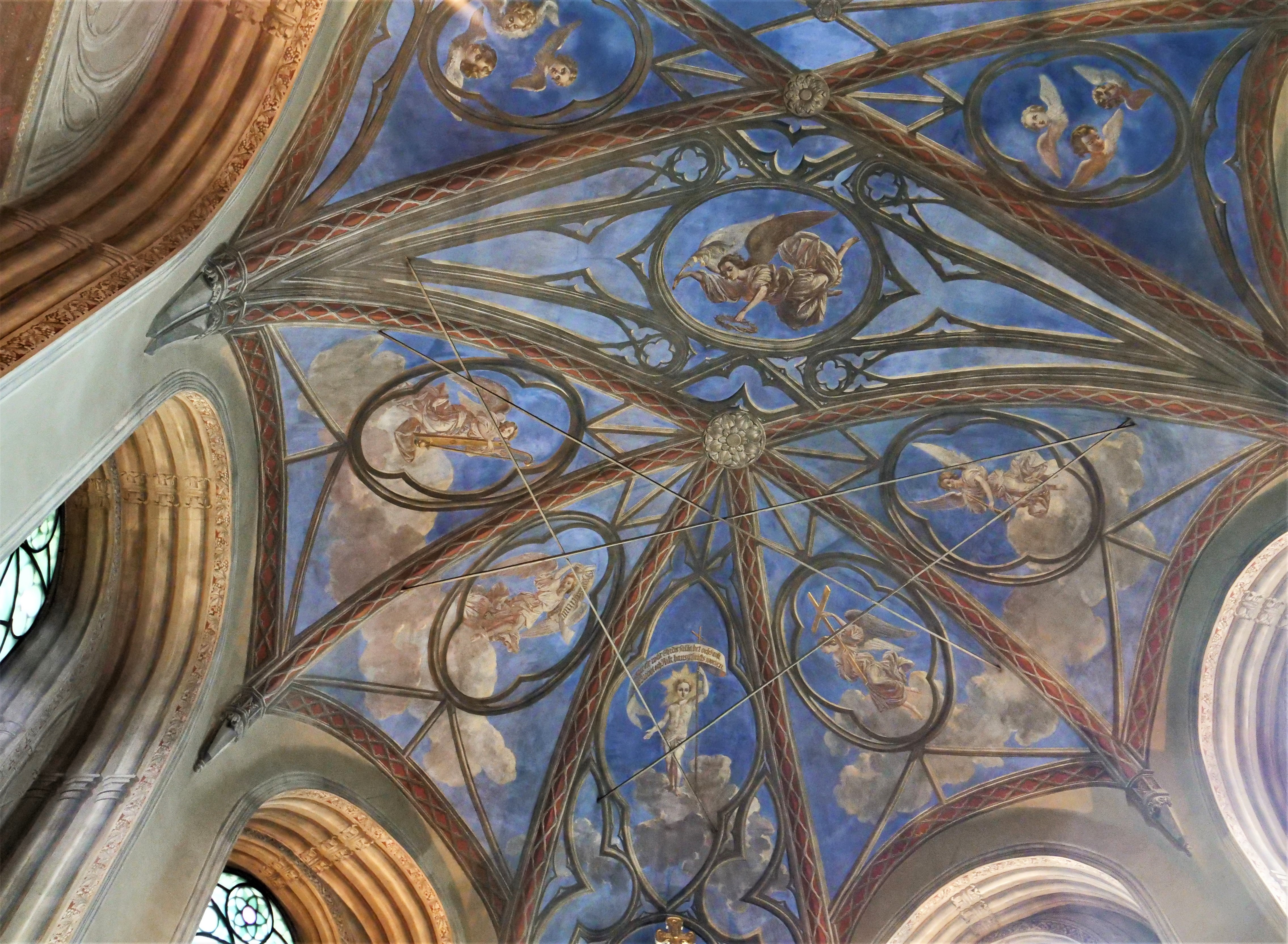
Chorgewölbe
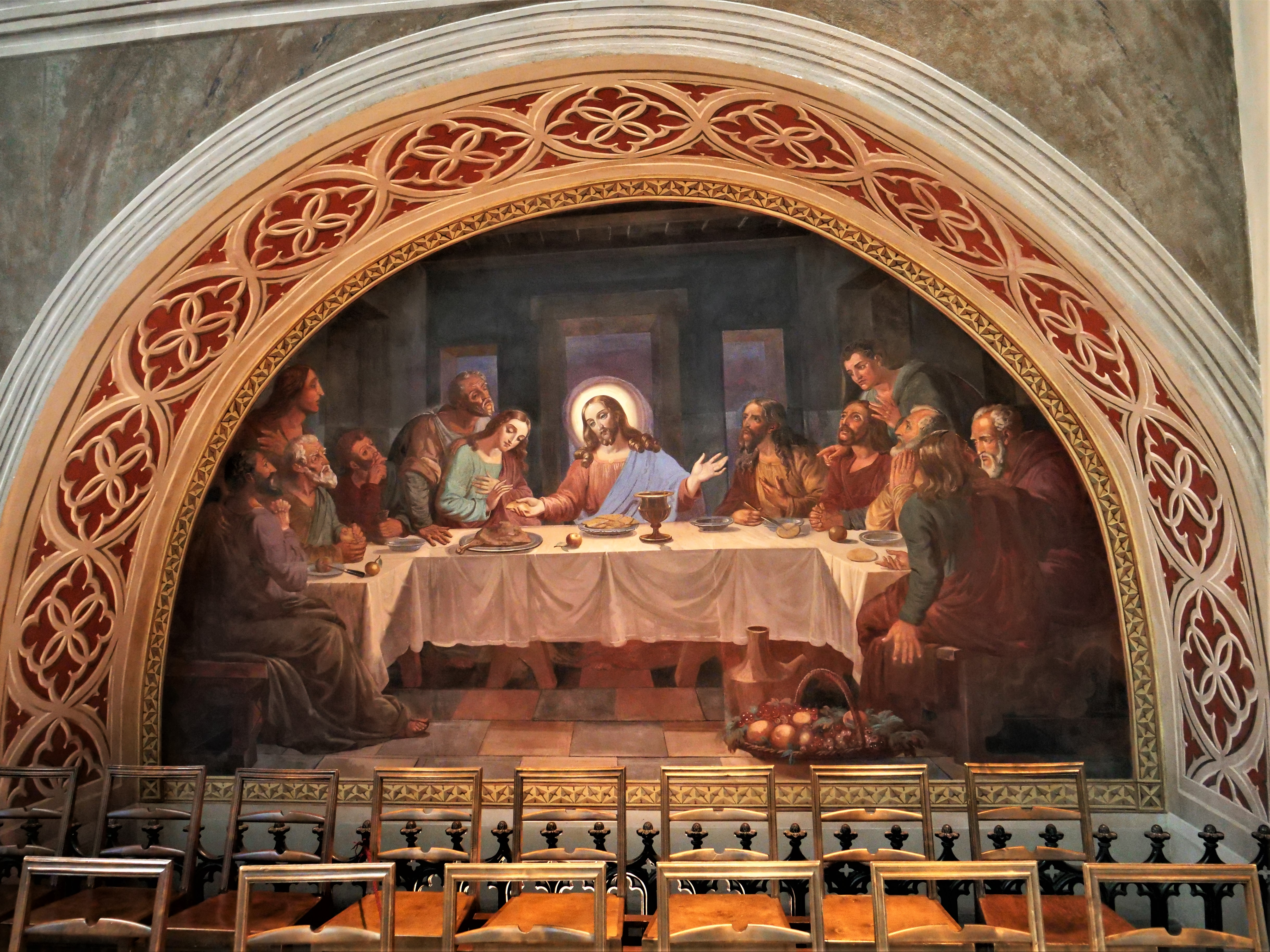
Fresko Abendmahl
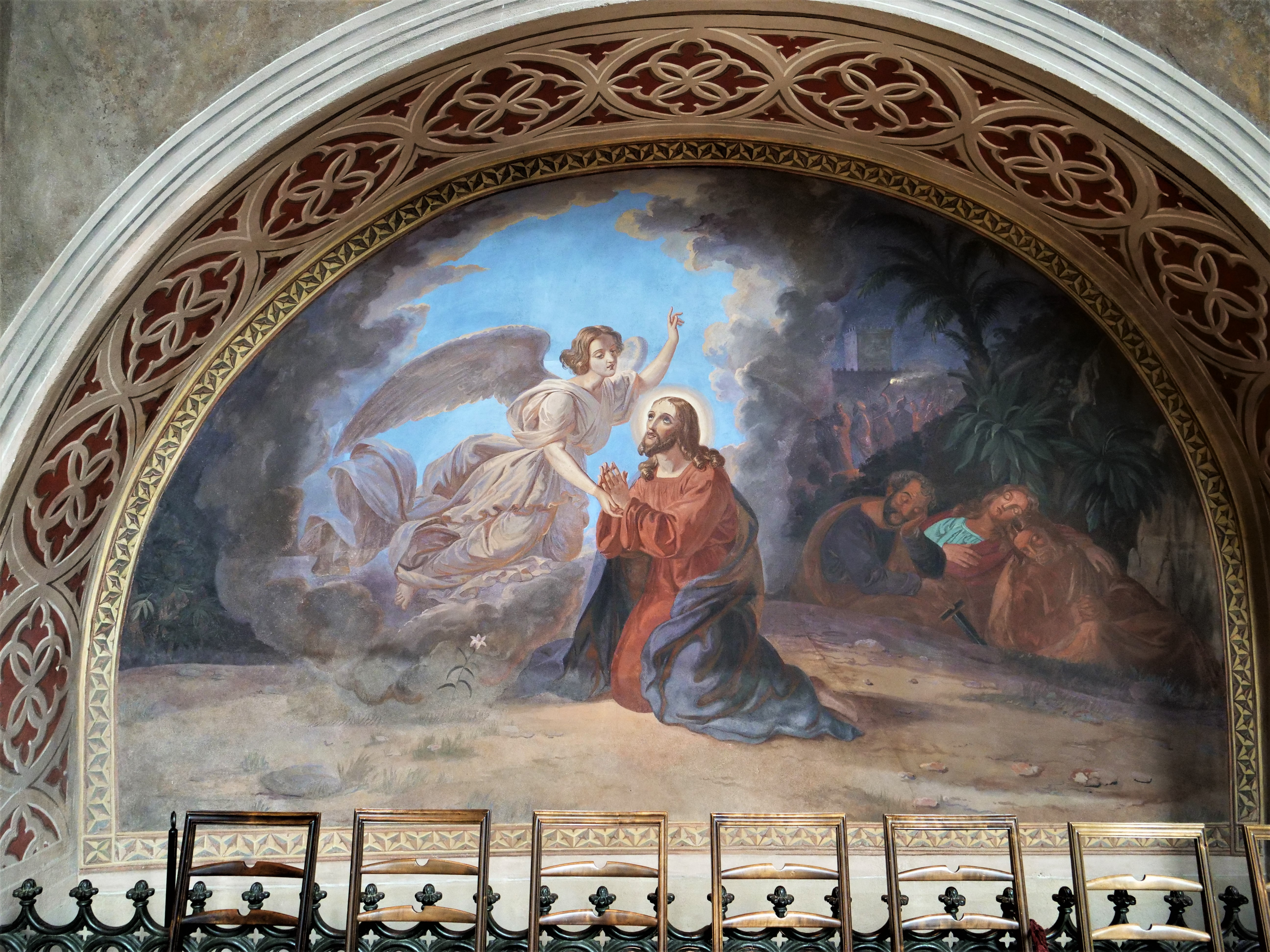
Fresko Ölbergszene
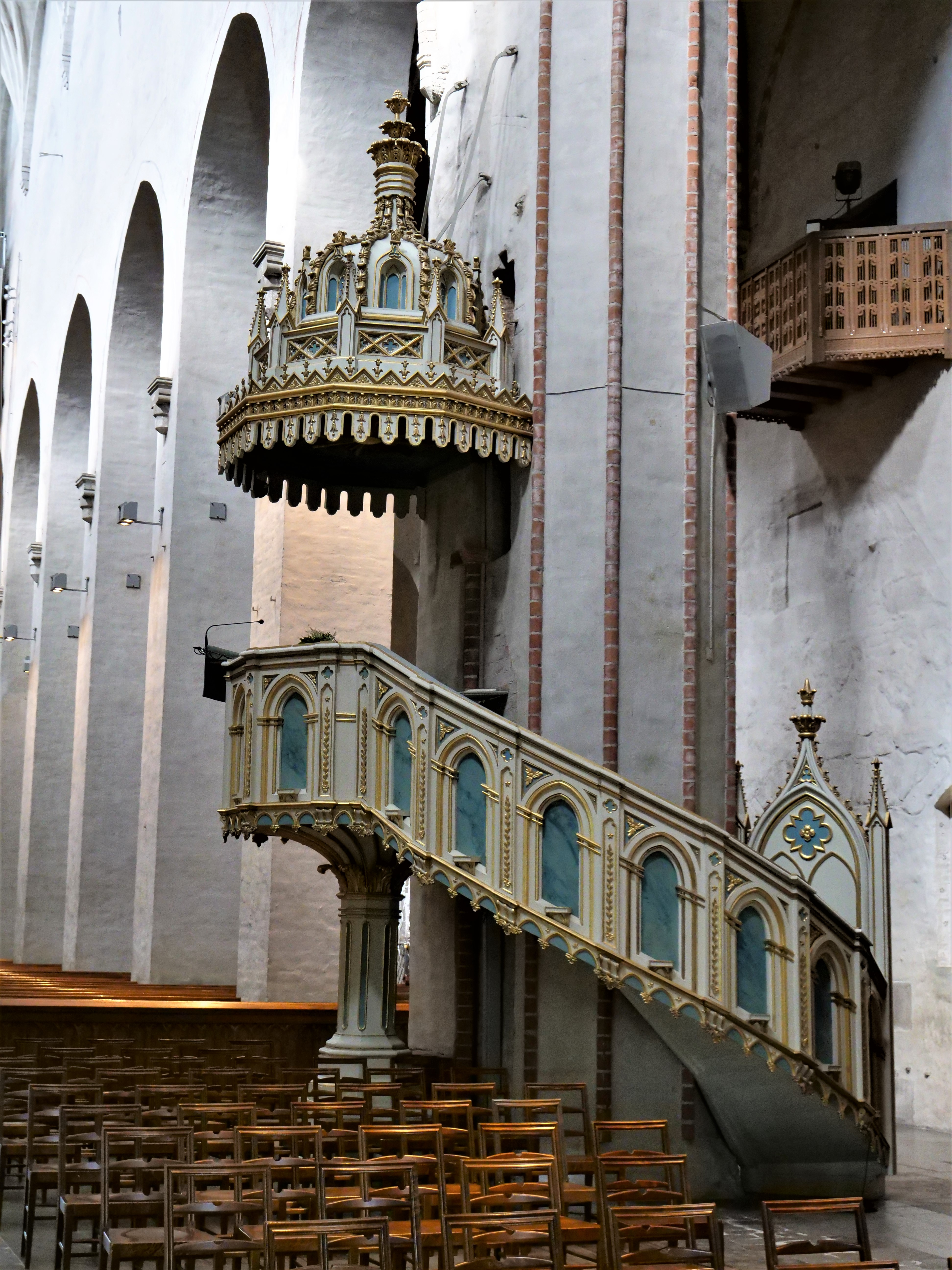
Kanzel
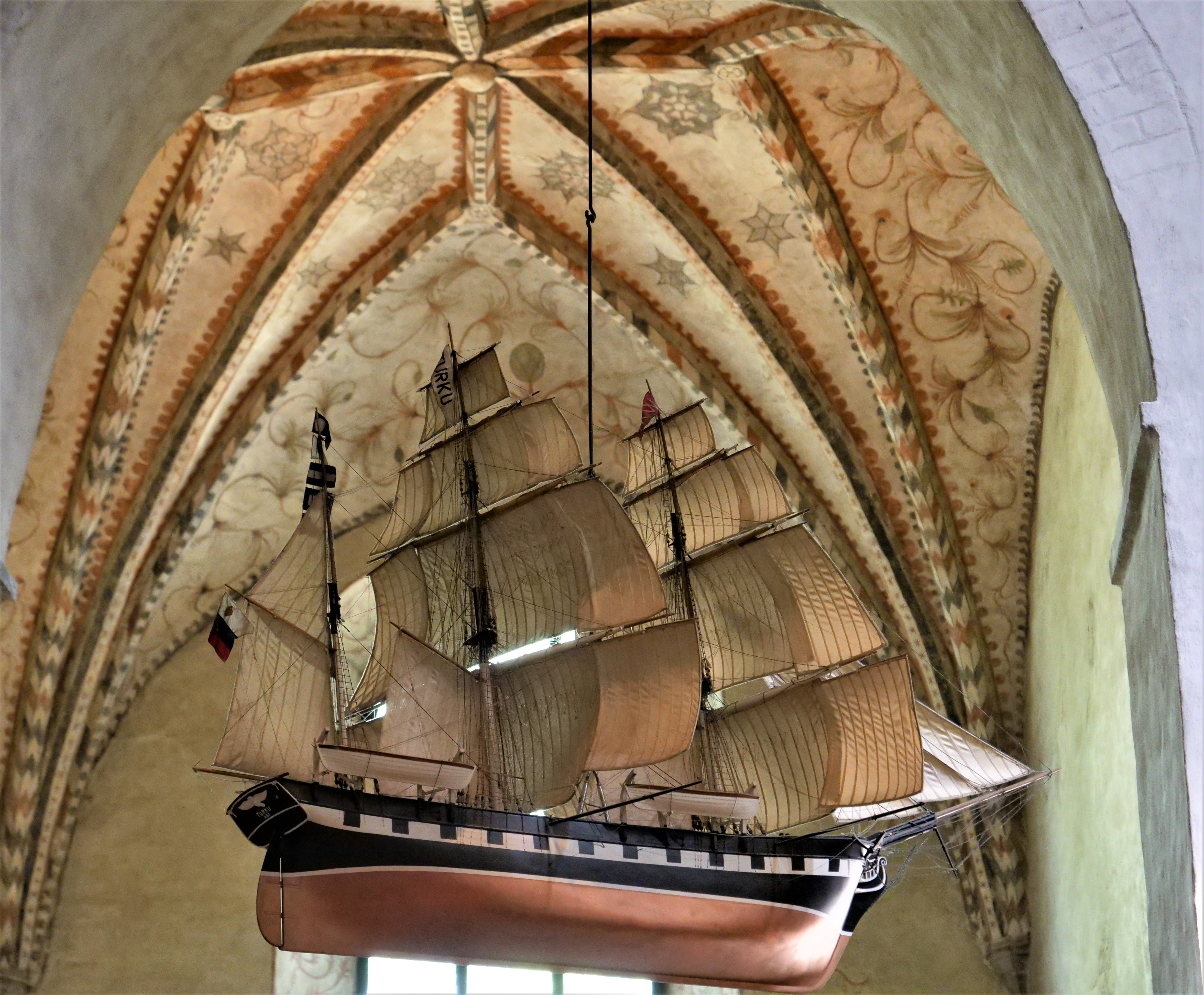
Schiffsmodell im Dom
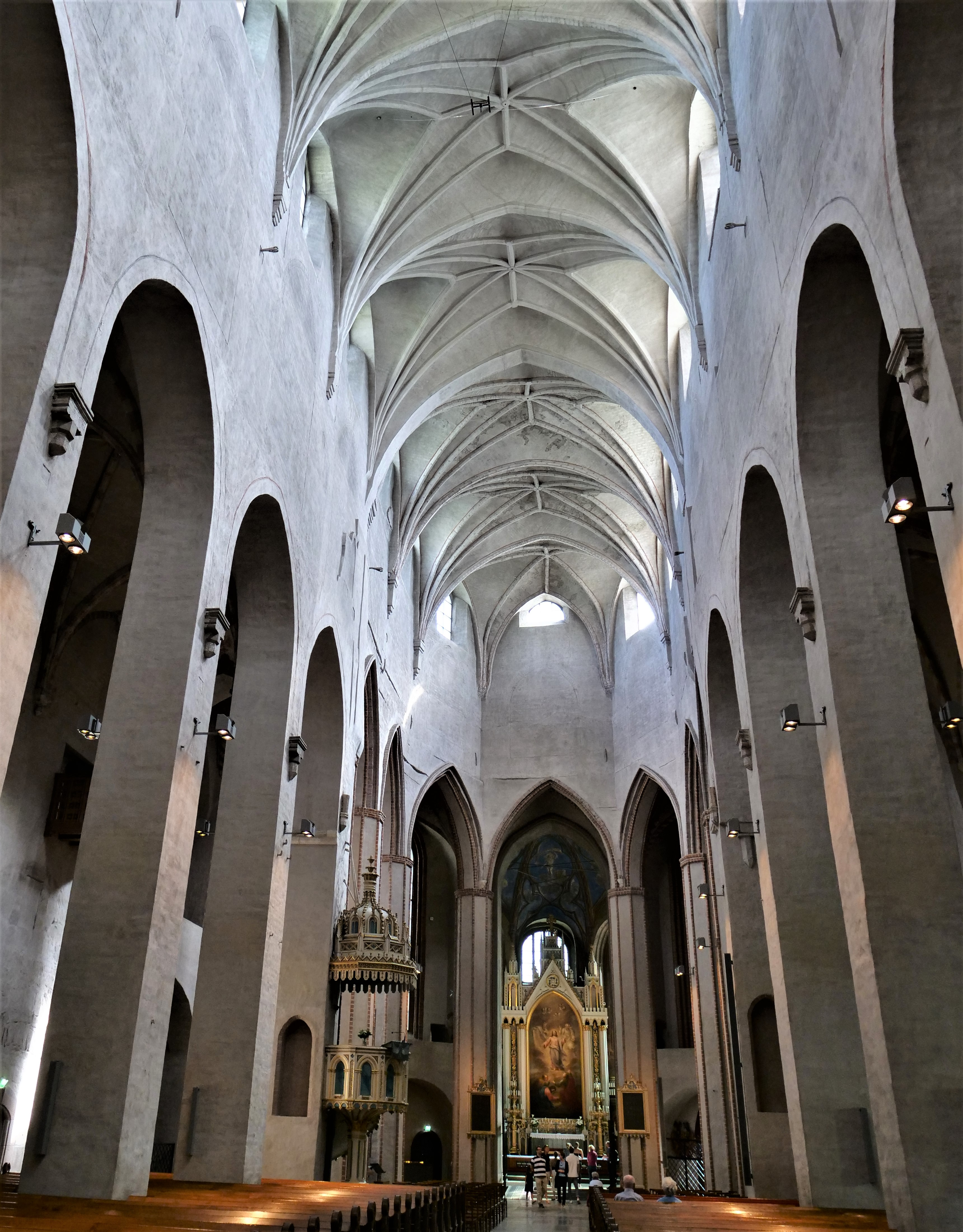
Mittelschiff und Chor

## Orgel

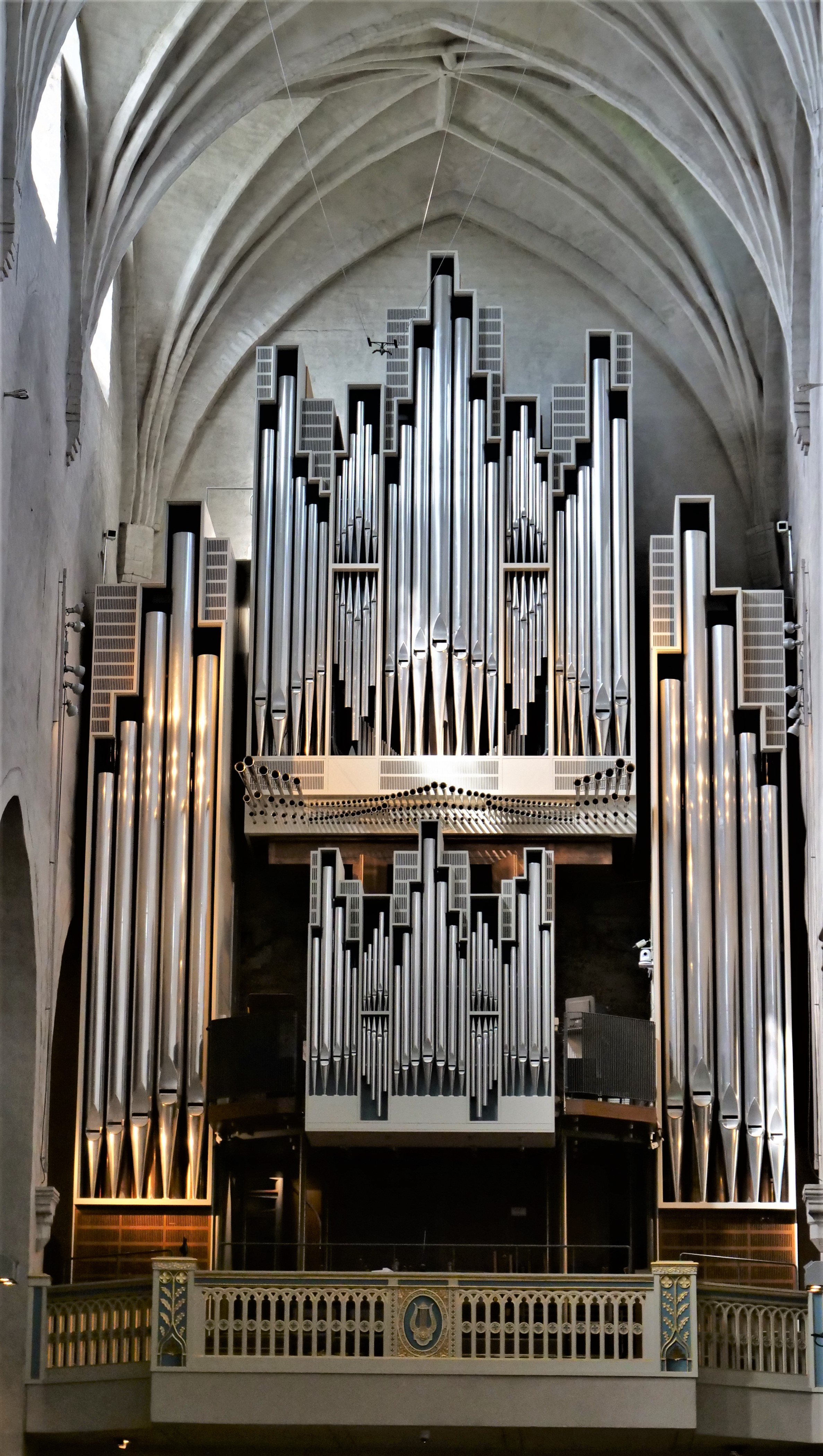
Orgelprospekt mit Rückpositiv

1980 wurde eine neue, mit 75 Registern ausgestattete Orgel installiert, die von dem finnischen Orgelbauer Veikko Virtanen stammt, der auch die Orgel der Temppeliaukio-Kirche in Helsinki gebaut hatte. Das Instrument hat 82 Register auf vier Manualen, Pedalwerk und zwei weiteren selbständigen Orgelwerken; das Echowerk ist an das III. und das IV. Manual frei ankoppelbar, die Trompeteria an alle Manualwerke und das Pedal.
| I Rückpositiv C–g3 |       |
| Principal          | 8′    |
| Gedackt            | 8′    |
| Oktava             | 4′    |
| Rohrflöte          | 4′    |
| Oktava             | 2′    |
| Nasat              | 1 ⁄3′ |
| Sesquialtera II    |       |
| Mixtur IV–V        |       |
| Cymbel III         |       |
| Dulcian            | 16′   |
| Trompete           | 8′    |
| Krummhorn          | 8′    |
| Tremolo            |       |

| II Hauptwerk C–g3 |        |
| Principal         | 16′    |
| Oktava            | 8′     |
| Flute harmonique  | 8′     |
| Rohrflöte         | 8′     |
| Gamba             | 8′     |
| Voce Umana        | 8′     |
| Oktava            | 4′     |
| Spitzflöte        | 4′     |
| Terz              | 3 1⁄5′ |
| Kvinta            | 2 ⁄3′  |
| Oktava            | 2′     |
| Terz              | 1 3⁄5′ |
| Mixtur VI–VIII    |        |
| Scharf IV–VI      |        |
| Trompete          | 16′    |
| Trompete          | 8′     |
| Trompete          | 4′     |

| III Schwellwerk C–g3 |        |
| Gedackt              | 16′    |
| Flöte                | 8′     |
| Cor de nuit          | 8′     |
| Fugara               | 8′     |
| Voix céleste         | 8′     |
| Principal            | 4′     |
| Traversflöte         | 4′     |
| Salicet              | 4′     |
| Spitzkvinta          | 2 ⁄3′  |
| Waldflöte            | 2′     |
| Terz                 | 1 3⁄5′ |
| Mixtur VII           |        |
| Basson               | 16′    |
| Trompette harm.      | 8′     |
| Hautbois             | 8′     |
| Voix humaine         | 8′     |
| Clairon              | 4′     |
| Tremolo              |        |

| IV Brustwerk C–g3 |     |
| Rohrgedackt       | 8′  |
| Kvintadena        | 8′  |
| Principal         | 4′  |
| Gedacktflöte      | 4′  |
| Gemshorn          | 2′  |
| Spitzoktava       | 1′  |
| Cymbel III–IV     |     |
| Regal             | 16′ |
| Schalmey          | 8′  |
| Cornet V          |     |
| Tremolo           |     |

| Pedalwerk C–f1  |     |
| Principal       | 32′ |
| Oktava          | 16′ |
| Subbass         | 16′ |
| Oktava          | 8′  |
| Cello           | 8′  |
| Gedackt         | 8′  |
| Oktava          | 4′  |
| Koppelflöte     | 4′  |
| Nachthorn       | 2′  |
| Rauschpfeife IV |     |
| Mixtur VII      |     |
| Posaune         | 32′ |
| Posaune         | 16′ |
| Fagott          | 16′ |
| Trompete        | 8′  |
| Singend Regal   | 4′  |

| Echowerk (III, IV) C–g3 |       |
| Lieblich Gedackt        | 8′    |
| Kvintadena              | 8′    |
| Spitzflöte              | 4′    |
| Rohrflöte               | 4′    |
| Nasat                   | 2 ⁄3′ |
| Piccolo                 | 2′    |
| Tremolo                 |       |

| Trompeteria (I, II, III, IV, P) C–g3 |     |
| Trompeta magna (D)                   | 16′ |
| Trompeta brillante (B,D)             | 8′  |
| Clarin fuerte (B,D)                  | 4′  |
| Clarin (B)                           | 2′  |

- Koppeln: I/II, III/I, III/II, IV/II, IV/III, I/P, II/P, III/P, IV/P; E/III, E/IV; T/I, T/II, T/III, T/IV, T/P

Außerdem befindet sich eine Chororgel von Veikko Virtanen aus dem Jahr 1973 in der Kirche.

## Grabstätten
Die im Mittelalter erbauten kleineren Seitenkapellen wurden während der Reformation zu Totengewölben umgewandelt. Viele bedeutende Persönlichkeiten der finnischen Geschichte, großteils Bischöfe und Kriegsherren, liegen hier bestattet. Das bekannteste Grabdenkmal im Dom ist der Marmorsarkophag der schwedischen Königin Karin Månsdotter (1550–1612), der dritten Ehefrau von Erik XIV., die ihre letzten Lebensjahre in Kangasala verbrachte und als einzige Angehörige des Königshauses ihr Grab in Finnland hat.

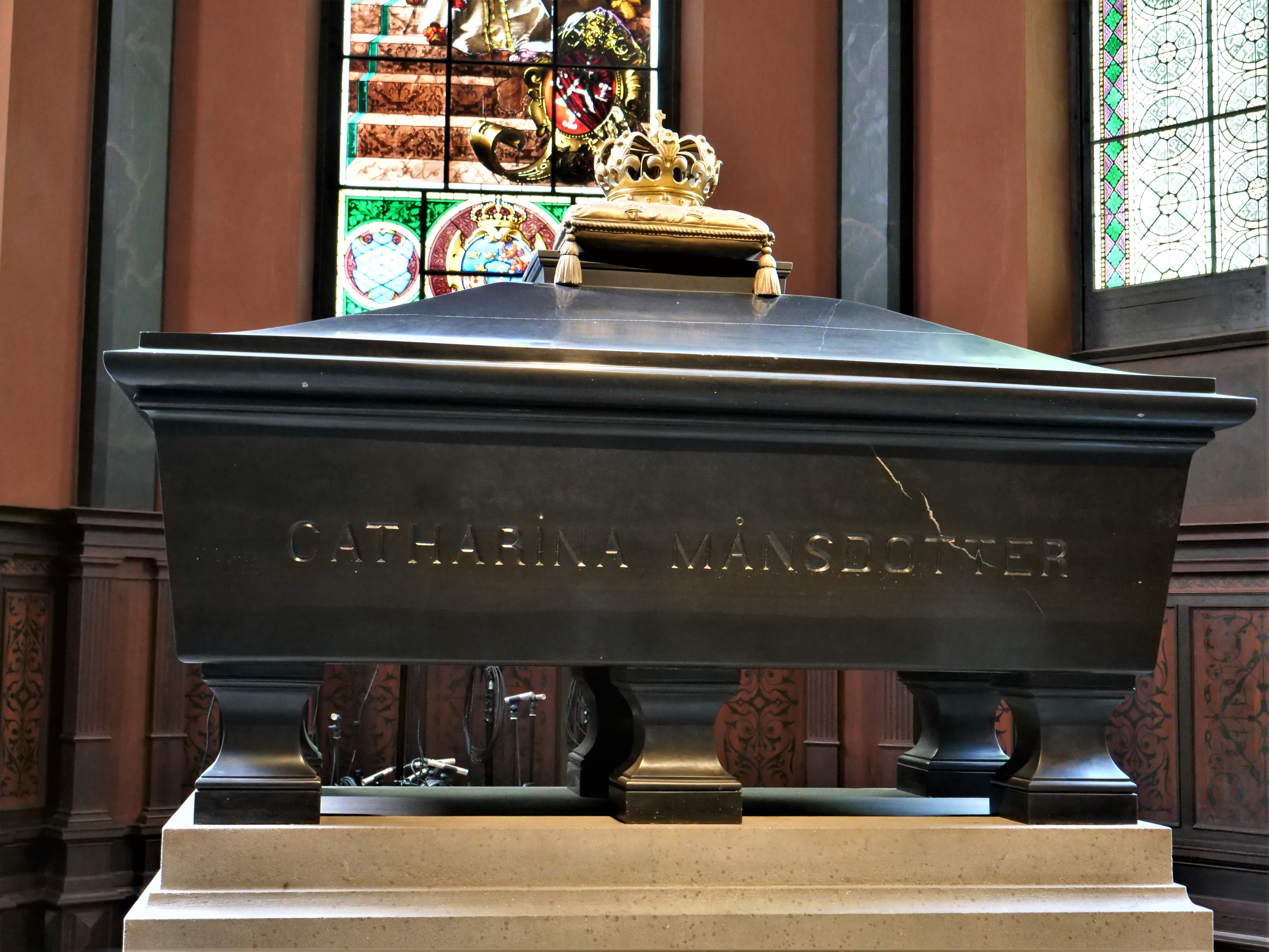
Sarkophag von Karin Månsdotter
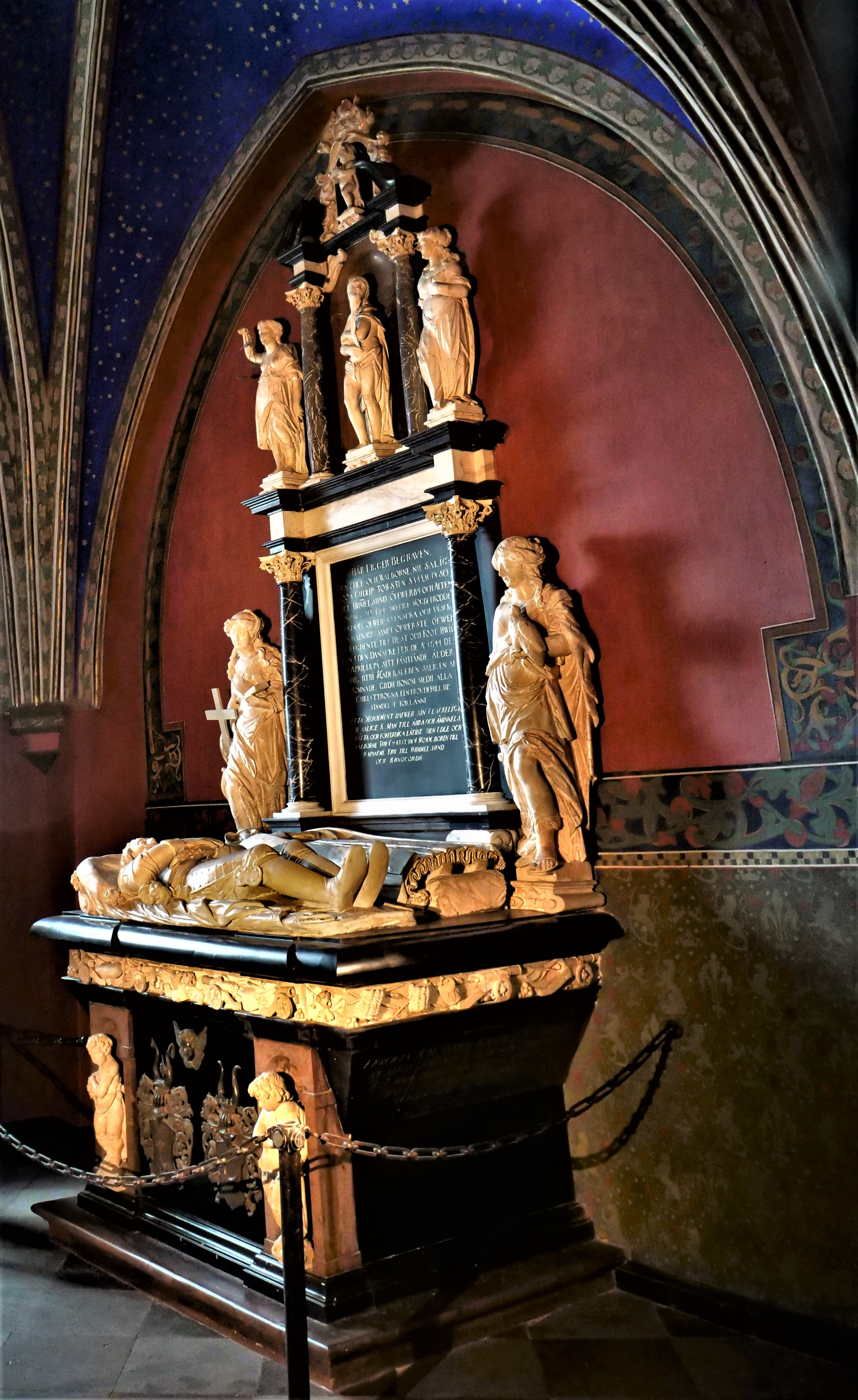
Grabmal von Torsten Stålhandske
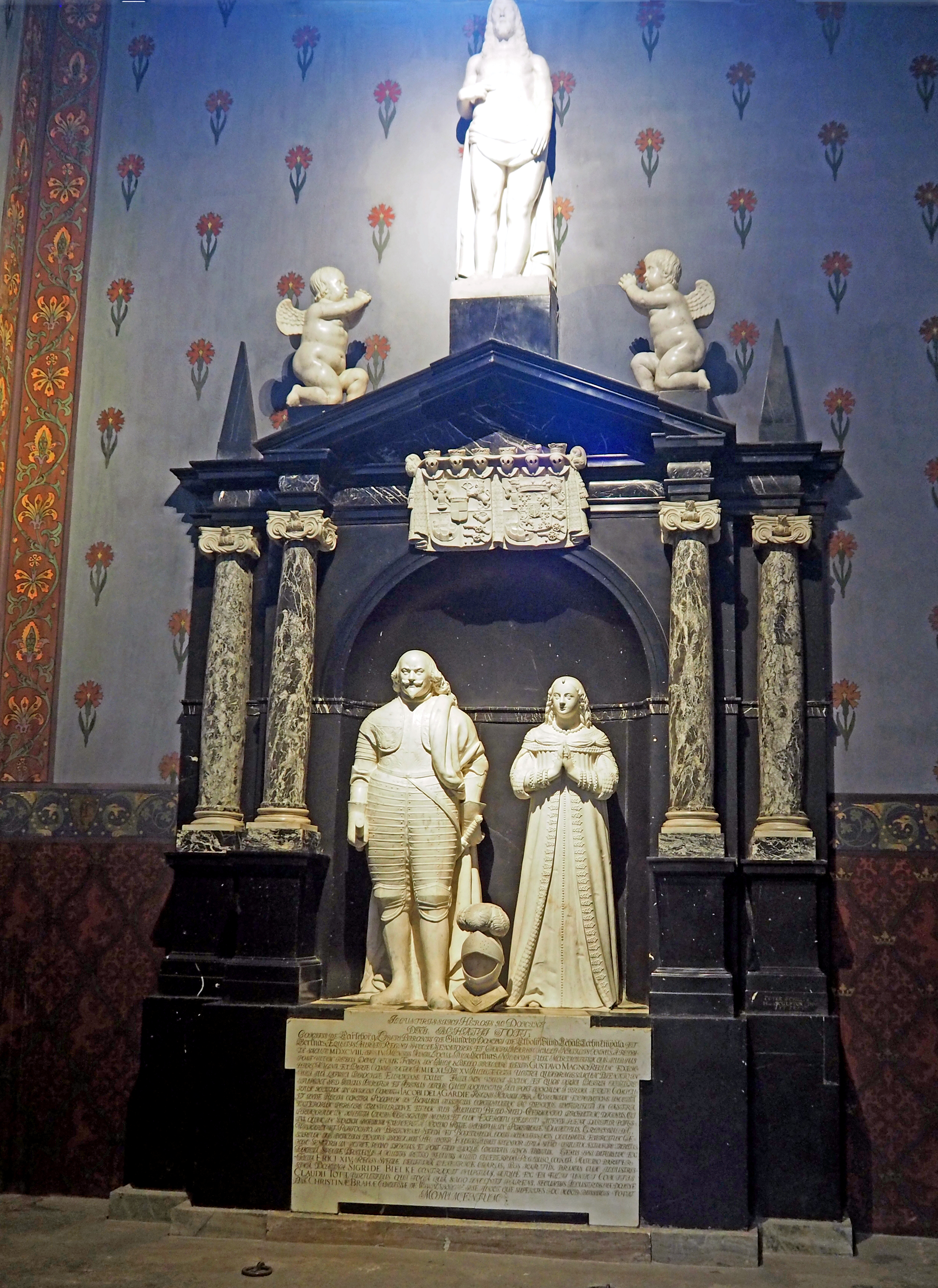
Grabmal von Åke Tott und Ehefrau

Weitere Grabdenkmäler:
- Hemming (1290–1366, Bischof)
- Magnus II. Tavast (1357–1452)
- Olavi Maununpoika (1405–1460, Bischof)
- Konrad Bitz († 1489, Bischof)
- Maunu Niilonpoika Särkilahti († 1500, Bischof)
- Isaacus Rothovius (1572–1652, Bischof)
- Johannes Gezelius der Ältere (1615–1690, Bischof)
- Johannes Gezelius der Jüngere (1647–1718, Bischof)
- Knut Jönsson Posse († 1500, Kommandant der Burg von Wyborg)
- Torsten Stålhandske (1594–1644, General und Befehlshaber der Hakkapeliten)
- Åke Tott (1598–1640, General und Feldmarschall)
- Evert Kustaanpoika Horn (1585–1615, Feldmarschall und Gouverneur von Narva)

Auch unter dem Kirchenfußboden wurden Menschen beigesetzt. Es wird geschätzt, dass sich etwa 4500 Leichname unter der Kathedrale befinden. 1784 wurden die Bestattungen aus Gründen der öffentlichen Gesundheit verboten. 91 Familiengräber, die bis dahin noch verwendet worden waren, wurden zugemauert; acht davon wurden später wieder freigelegt.